# Malá Úpa
 Malá Úpa  (niem. Klein Aupa) – wioska i gmina przygraniczna w Czechach, w kraju kralovohradeckim. Na terenie gminy znajduje się szczyt Śnieżki.
Duża, przygraniczna, górska wioska, położona we wschodniej części Karkonoszy, w rozległej dolinie między Grzbietem Lasockim a Kowarskim Grzbietem, na południe od Przełęczy Okraj.
Wieś charakteryzuje się luźną zabudową budynków, grupowo położonych na zboczach długiej,  południkowo ciągnącej się doliny rzeczki Malá Úpa (wzmiankowanej po raz pierwszy w 1537). Zbocza doliny pokrywają rozległe górskie łąki z ciekawą i cenną przyrodniczo fauną i florą.
Gmina wiejska dzieli się oficjalnie na dwie części: Dolní Malá Úpa i Horní Malá Úpa (przy granicy z Polską), ale tworzy ją kilka dawnych osad: czes. Pomezní Boudy, Nove domký (niem. Neuhäuser), Mokre Jámy, Rennerovy Boudy, Lysečinské Boudy, Rottrovy Boudy, U Kostela (niem. Kegelplan), Žacléřskie Boudy, Seidlův Důl, Spáleny Mlýn oraz położone na wysokości 1000–1060 m n.p.m. Šímovy Chalupy (niem. Simmaberg), założone według tradycji przez 3 braci przybyłych z Tyrolu. 

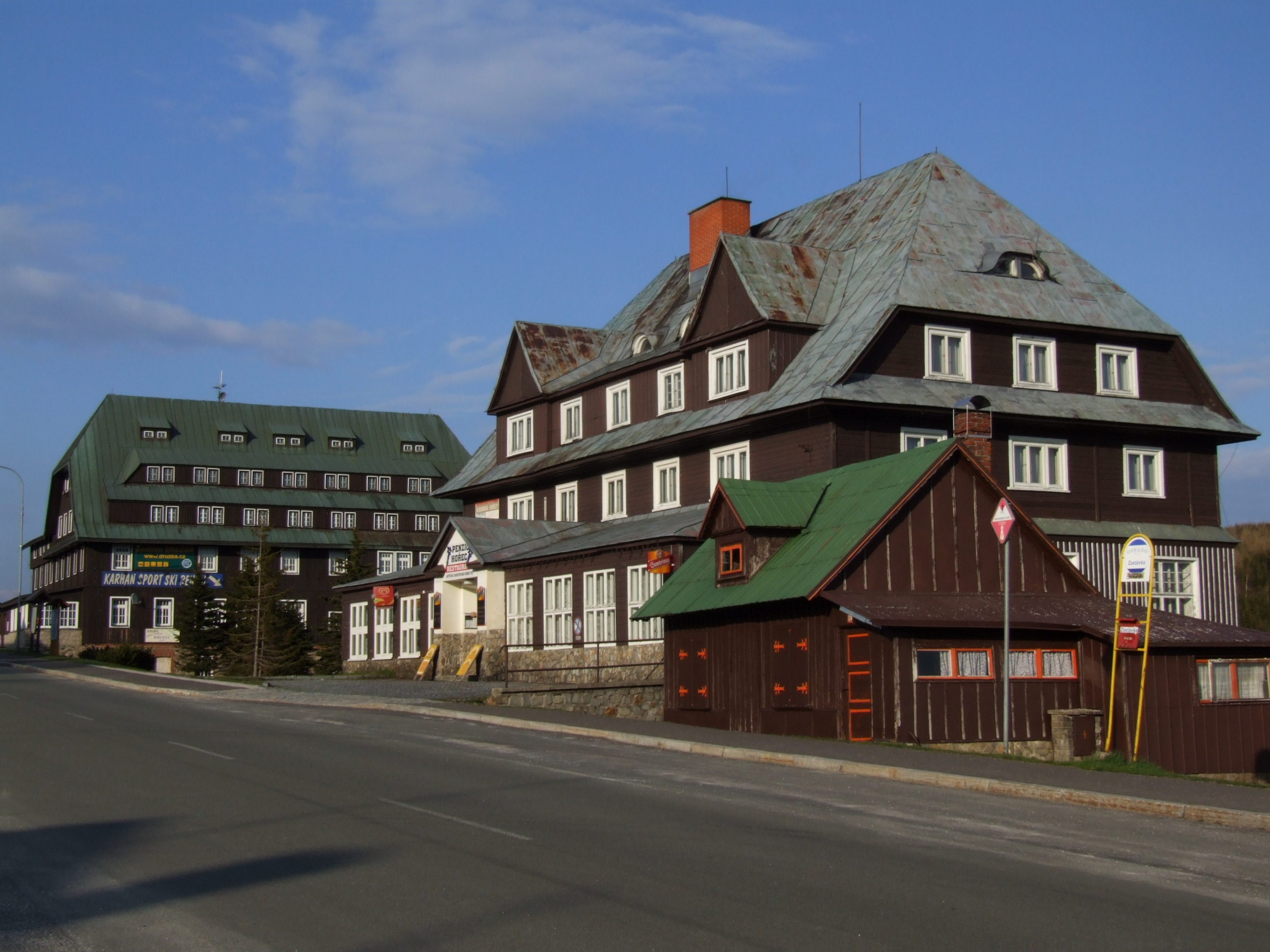
Obiekty noclegowe przy granicy z Polską

Wieś o charakterze letniskowo-wypoczynkowym, dobrze zagospodarowana turystycznie. Znajduje się tu kilka wyciągów i narciarskich tras zjazdowych, restauracji i obiektów noclegowych (m.in. schronisko Pomezní bouda).
Do 2007 we wsi działało drogowe przejście graniczne. Budynek dawnego przejścia mieści obecnie urząd gminy.

## Historia
Obszar wsi został zasiedlony w XVI w., w związku z rozpoczęciem w 1558 kolonizacji Karkonoszy przez Krzysztofa Gendorfa. W 1566 osadzono tu przez drwali przybyłych z Tyrolu, Styrii i Karyntii. Rozwój osady związany był z wyrębem drzewa i wypalaniem węgla drzewnego, a później z wydobyciem i wytopem rud żelaza i arsenu. Po działalności górniczej pozostały tylko znikome ślady. W 1779 r. okolicę odwiedził cesarz Józef II z feldmarszałkiem Laudonem. Z ciekawych budynków pod względem architektury możemy zaliczyć drewniany budynek szkoły z 1797 r. oraz późnobarokowy kościół św. Piotra i Pawła z 1805 roku w dawnej osadzie U kostela, który w chwili powstania był najwyższym, a obecnie jest 4. najwyżej położonym kościołem w Czechach (975 m n.p.m.). Kościół otoczony jest cmentarzem.
W 1815 odnotowano pierwsze czysto turystyczne użycie sań rogatych na dystansie 7 km do Kowar.
W 1876 otwarto w Malej Úpie pierwszy urząd pocztowy. Aż do 1950 mieścił się w prywatnych domach naczelników poczty, a od tego momentu w budynku wybudowanym w 1930. Początkowo pocztę dostarczano raz na tydzień, od lat 80. XIX wieku codziennie, a od 1914 dwa razy dziennie.
W lutym 1945 nad miejscowością rozbił się samolot Junkers Ju 52, ewakuujący rannych żołnierzy z oblężonego Wrocławia. Szczątki maszyny (jeden z 3 silników) eksponowane są obecnie w miejscowym punkcie informacji turystycznej.
28 maja 1945 roku, w odwecie za zabójstwo wachmistrza Eduarda Šimana w 1938 roku, przed urzędem celnym na granicy rozstrzelano bez sądu 10 Niemców (starostę Hornej Malej Úpy – Maximiliana Rusa, byłego starostę Dolnej Malej Úpy – Johanna Taslera, nauczyciela Josefa Patzelta oraz mieszkańców granicznej osady Augusta Bönscha, Friedicha Buchbergera, Johanna Kirchschlagera, Rudolfa Purmanna, jego siedemnastoletniego syna Hermanna oraz jego również niepełnoletniego kolegę z Wrocławia).
Od 1990 w miejscowości działa Horská služba, ulokowana w budynku z 1999. Na stałe dyżuruje jeden ratownik zawodowy, a zimą trzech ratowników-ochotników.
Zbudowany w l. 20. XX wieku pensjonat Horec po 2020 został przekształcony w kino oraz wystawę multimedialną.

### Turystyka
Przez wieś biegną piesze szlaki turystyczne:
- czerwony – prowadzący z Przełęczy Okraj przez osady położone po wschodniej stronie wsi do jaskiń krasowych w Horní Albeřice i dalej.
- żółty – prowadzący z Czarnego Grzbietu czes.Obří hřeben przez osady położone po wschodniej stronie wsi[5]

W obszarze wsi wyznaczonych jest także kilka tras rowerowych, a także Bajkowa Ścieżka dla dzieci z 10 stacjami, na których zapoznać się można z opartymi na motywach karkonoskich bajkami Marii Kubatovej.